# 布魯亞杜村

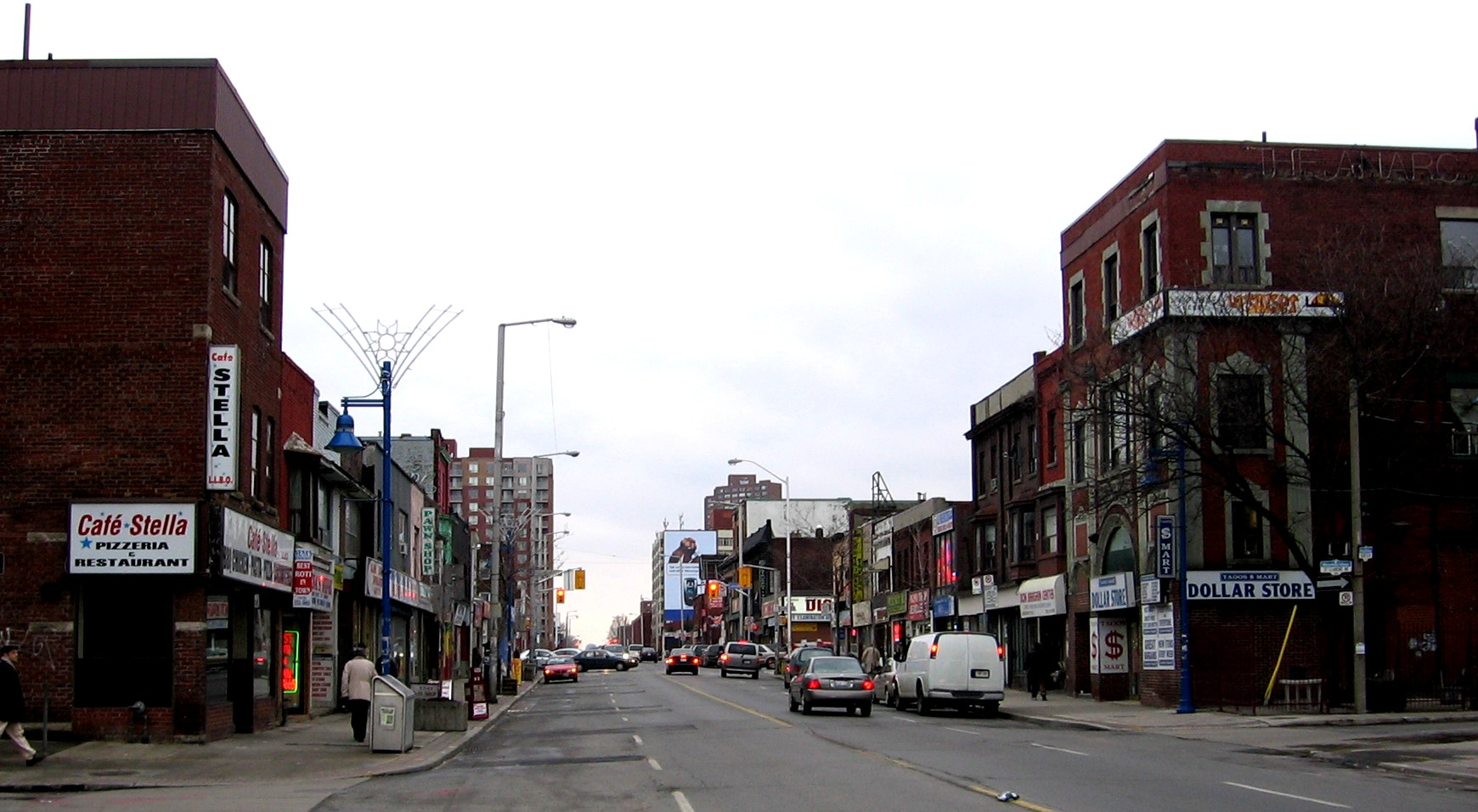
由布魯亞街（Bloor Street）向西邊的蘭士登路（Lansdowne Avenue）望。

布魯亞杜村（英語：Bloordale Village）是一個位於加拿大安大略省多倫多的商業促進區（BIA），在市中心以西由德化林街（Dufferin Street）至蘭士登路（Lansdowne Avenue）的布魯亞街（Bloor Street）路段上。它位於華萊士·愛默生區（Wallace Emerson）的南部邊界和博頓村（Brockton Village）社區的北部邊界。該地區擁有各種獨特的商店，包括食肆、酒吧、古董店及舊貨店。
布魯亞杜村不應與名稱相似的布魯亞杜花園（Bloordale Garden）社區混淆，該社區位於多倫多的怡陶碧谷，位於427號公路以西，大致以華富賓道（Rathburn Road）、榆巒溪（Elmcrest Creek）及登打士街（Dundas Street）為界。

## 特徵
布魯亞杜村（俗稱「布魯亞杜」［Bloordale］）自2010年以來發生了巨大變化，曾被認為是多倫多「嶄露頭角」的藝術區之一。周邊地區是一個高度多樣化的混合收入社區。附近有葡萄牙裔、加勒比裔、意大利裔、孟加拉裔、拉丁裔、巴基斯坦裔、斯里蘭卡裔、緬甸裔、華裔及越南裔。曾幾何時，在當地一所小學，81%的學生的母語都為英語以外的語言。自2000年代後期以來，該地區一直在高檔化，從那時起，這種種族組合發生了變化。

### 布魯亞杜商業促進區及協會
布魯亞杜商業促進區（Bloordale BIA）成立於1976年，並於2016年慶祝成立40週年。BIA前任負責人是該地區脫衣舞俱樂部蘭加士打大廈（House of Lancaster）的經營者。2013年10月23日，布魯亞杜社區促進協會（Bloordale Community Improvement Association）成立。他們組織了社區清理及車庫銷售。

### 布魯亞杜湖滩
2020年5月至2021年末，博頓中學（Brockton High School）未使用的場地被當地藝術家Shari Kasman接管，並變成了游擊式的藝術裝置和非正式的社群中心，被稱為布魯亞杜湖灘（Bloordale Beach）。

## 外部連結
- 布魯亞杜村商業促進區

43°39′32″N 79°26′20″W / 43.659°N 79.439°W